# Bitwa pod Schwaderloh
Bitwa pod Schwaderloh (t. bitwa nad Jeziorem Bodeńskim) – starcie zbrojne, które miało miejsce 11 kwietnia 1499 w trakcie tzw. wojny szwabskiej 1499 roku. Faktycznym miejscem bitwy była miejscowość Triboltingen.
W latach 1475–1476 cesarz Maksymilian I podjął próbę wzmocnienia władzy centralnej w cesarstwie. Cesarz porozumiał się między innymi z małymi koalicjami kantonalnymi na terenie Gryzonii w południowo-wschodniej Szwajcarii.
11 kwietnia 1499 roku 1500 Szwajcarów (w tym 600 z Turgowii) w okolicy Schwaderloh nad Jeziorem Bodeńskim rozbiło 5-tysięczne wojsko Związku Szwabskiego, które po zajęciu i splądrowaniu wsi Ermatingen, Triboltingen i Mannenbach spojone alkoholem wracało w kierunku swojego obozu w Konstancji. W toku bitwy Szwajcarzy wbili klin między szwabską piechotę a jazdę, a następnie rozpoczęli pościg, trwający aż do brzegów jeziora. Jak się szacuje, w trakcie panicznej ucieczki 1300-2000 żołnierzy szwabskich utonęło w bagnach lub wodach jeziora. Rozmiar strat powiększyło utonięcie nieopodal Ermatingen przeciążonego statku ze szwabskimi żołnierzami. Łupem Szwajcarów padła cała artyleria królewska, liczne chorągwie, broń, uzbrojenie i ekwipunek przeciwnika.
W późniejszym okresie wojny wypędzono wojska cesarskie z Tyrolu. Powrót cesarza Maksymiliana z Niderlandów i jego osobiste zaangażowanie w wojnie nie zdołało odwrócić biegu wydarzeń. 22 maja 1499 Tyrolczycy zostali ostatecznie wyparci z Gryzonii.
W latach 1899, 1949 i 1999 kanton Thurgau zorganizował uroczystości upamiętniające bitwę.